# Dobra Voda (gmina Bojnik)
Dobra Voda (cyr. Добра Вода) – wieś w Serbii, w okręgu jablanickim, w gminie Bojnik. W 2011 roku liczyła 57 mieszkańców.